# What Just Happened
What Just Happened? är en amerikansk långfilm från 2008 i regi av Barry Levinson, med Robert De Niro, Robin Wright Penn, Catherine Keener och Stanley Tucci i rollerna. Filmen bygger på boken What Just Happened? Bitter Hollywood Tales from the Front Line av Art Linson som beskriver hans upplevelser som producent i Hollywood.

## Handling
Ben (Robert De Niro) är en Hollywood-producent med massor av bekymmer. Hans senaste film, Fiercely, har en horribel förhandsvisning, främst beroende på att huvudrollen (spelad av Sean Penn) blir mördad tillsammans med sin hund.
Ben och hans brittiska regissör Jeremy Brunell (Michael Wincott) försöker försvara sig inför studiochefen Lou Tarnow (Catherine Keener), som anklagar Ben för att ha försökt använda hundens död som en förhandlingstaktik så att andra problematiska scener kan klippas bort. Lou hotar att inte skicka filmen till filmfestivalen i Cannes och ta över filmens klippning om inte hundens död kapas bort. Jeremy vägrar ge med sig. Förutom detta vill även studion lägga ner en Bruce Willis-film som Ben försöker producera. Bruce vill nämligen inte raka av sig sitt stora skägg.
Även på hemmafronten hopar sig problemen. Ben upptäcker att hans fru Kelly (Robin Wright Penn) har ett förhållande med en manusförfattare som han jobbat med. 

## Rollista
| Robert De Niro    | – Ben, en Hollywood-producent          |
| Sean Penn         | – sig själv                            |
| Catherine Keener  | – Lou Tarnow                           |
| Bruce Willis      | – sig själv                            |
| John Turturro     | – Dick Bell, agent till Bruce Willis   |
| Michael Wincott   | – Jeremy Brunell, en brittisk regissör |
| Robin Wright Penn | – Kelly, Bens andra fru                |
| Stanley Tucci     | – Scott Solomon                        |
| Kristen Stewart   | – Zoe, Bens dotter                     |
| Logan Grove       | – Max, Bens son                        |

## Mottagande
Filmen fick blandad kritik, på Rotten Tomatoes som aggregerar filmrecensioner så är 51% av 139 recensenter positiva till filmen. Filmrecensenten Roger Ebert gav filmen 2 av 5 och ansåg att filmen inte riktigt gjorde narr av personerna på toppen som den skulle siktat på:
| ” | This isn't a Hollywood satire, it's a sitcom. The flywheels of the plot machine keep it churning around, but it chugs off onto the back lot and doesn't hit anybody in management. | „ |